# Cabeza de Heraclea
La Cabeza de Heraclea es el retrato de un probable sátrapa aqueménida de Asia Menor de finales del siglo VI a. C., hallado en Heraclea Póntica, en Bitinia, la actual Turquía. La cabeza se encuentra actualmente en el Museo de las Civilizaciones de Anatolia de Ankara.

## Descripción
El hombre representado en la escultura fue probablemente un sátrapa durante el reinado del rey aqueménida Darío I. El hombre al servicio del Imperio aqueménida es barbudo y bigotudo, pero probablemente griego de Asia Menor y no persa. La estatua es de mármol, y probablemente fue realizada por un escultor griego. La escultura ha sido datada en c. 530 a. C., o al menos en la época arcaica.
Se considera un antiguo intento de retrato realista. Este retrato oriental de estilo puramente griego oriental es uno de los dos precursores conocidos de los retratos griegos existentes, junto con la Cabeza de Sabouroff, del mismo período. Estos retratos casi reales permiten definir una fecha para el retrato primitivo muy anterior a lo que se pensaba. Se suele considerar que el primer retrato verdaderamente de un individuo es el de Temístocles del año 470 a. C. También en numismática, los primeros retratos de gobernantes aparecen con las monedas de Temístocles como gobernante de Magnesia del Meandro, y continúan con los cercanos gobernantes de Licia hacia finales del siglo siglo V a. C. La cabeza de Heraclea es también un indicador importante de la representación de los sátrapas de la época. En particular, el general ateniense proscrito Temístocles, que llegó a ser sátrapa aqueménida en Magnesia del Meandro, aparece con un ceñido bonete con corona de olivo en algunas de sus monedas (hacia 465-459 a. C.). Es posible que refleje los tocados de los sátrapas aqueménidas, como el de la cabeza de Heraclea.

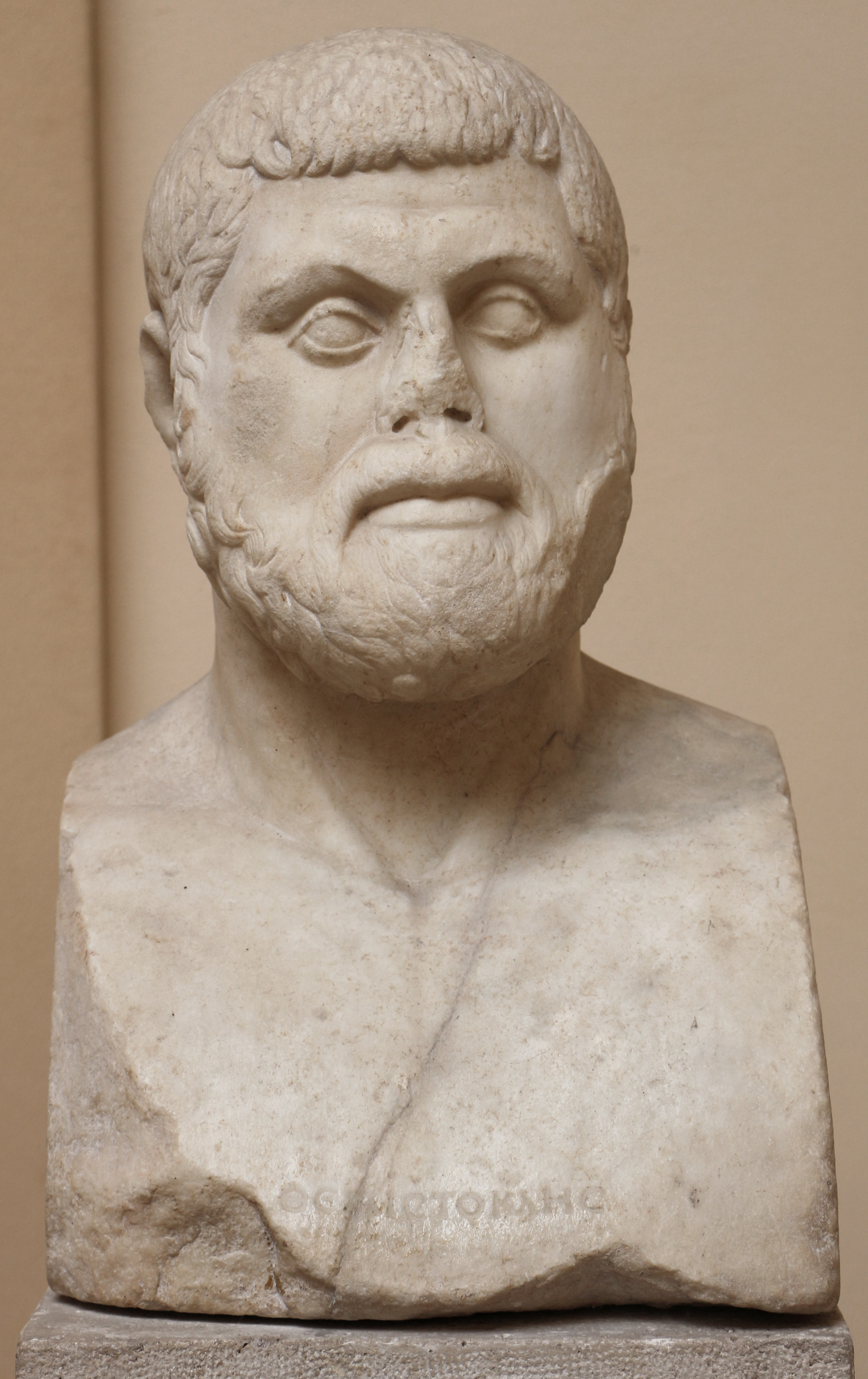
Busto de época romana de Temístocles en "estilo severo",[4] basado en un original griego, en el Museo Arqueológico de Ostia, Ostia, Roma, Italia. El original perdido de este busto, datado hacia el 470 a. C., ha sido descrito como «el primer retrato realista de un individuo europeo».
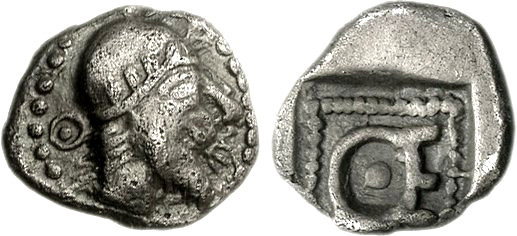
Hemióbolo de Temístocles tocado con corona de olivo